# 모센 아라키

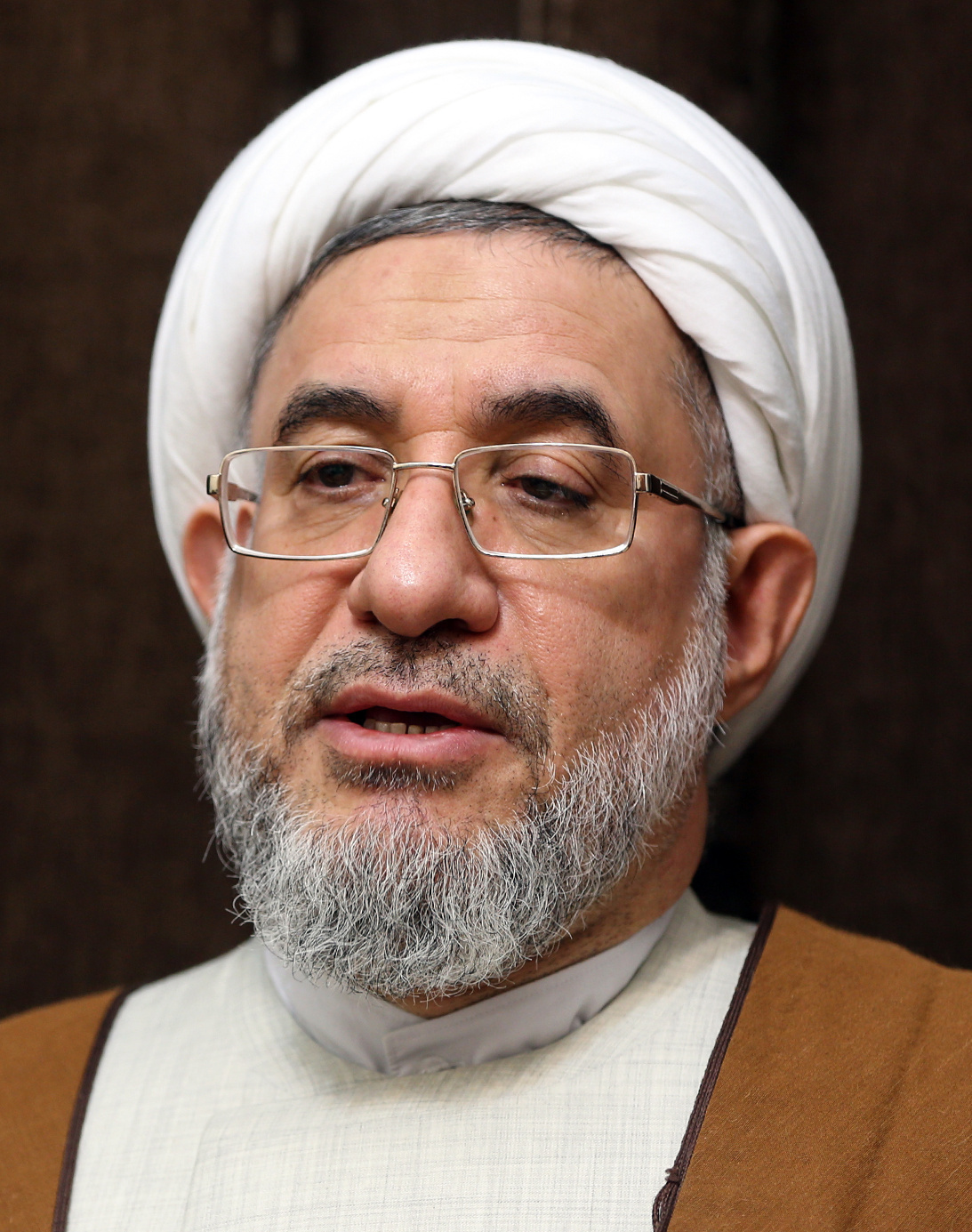

아야톨라 셰이크 모센 이라크(영어: Ayatollah Sheikh Mohsen Araki, 페르시아어: محسن الأعراقي , 아랍어: محسن الأعراقي )는 이란의 학자, 성직자, 대학 강사, 정치인이다. 그는 이란에 있는 전문가 회의의 예전 멤버였으며 중요한 이란의 성직자이자 대 아야톨라 모하마드 바키르 알사드르의 학생들 중 한 명이다.

## 삶
그는 이라크, 나자프에서 태어났다. 나자프와 콤에 있는 이슬람교 학교로부터 이익을 얻었다. 그는 아랍어와 영어를 유창하게 말하며 페르시아어, 아랍어, 영어의 세 언어로 된 12권의 책을 오늘 날까지 저술한 상태이다. 그는 런던에 있는 대 아야톨라 알리 하메네이의 개인 대변인인이었으며 또한 2004년까지 영국의 이슬람교 센터의 장이었다.

## 같이 보기
- 아야톨라
- 아야톨라 목록